# 高木加織
高木 加織（たかぎ かおり、1985年7月23日 - ）は日本の元グラビアアイドル・タレント。愛知県出身。夫は、元プロ野球選手の山口俊。

## 来歴
1999年、第4回「ミスヤングマガジン」で当時中学2年生とは思えない大人びた美貌で注目を浴び、準グランプリを獲得。その後しばらくは正統派グラビアアイドルとして活動していたが、2003年ごろからセクシー系に路線を変更。テレビ東京『水着少女』『やりすぎコージー』といった番組で体を張ったセクシー担当を務めていた。また、一時期芸能人女子フットサルチーム「南葛YJシューターズ」（現南葛シューターズ）に所属していた。
2014年12月25日、自らのブログで入籍を発表。この時点では相手の名前は公表されていなかったが、2015年3月13日発売のFRIDAY（講談社）にて、横浜DeNAベイスターズ（当時）の山口俊投手だったことが判明。また、芸能事務所に「加織」の名義で在籍していたものの芸能活動はしておらず、20歳の時に芸能活動から引退したと明かしている。その1週間後の同年3月20日、第一子を出産。2016年8月20日に第二子を出産。
2022年12月3日に夫の山口俊と共に東京・六本木でちゃんこ屋「TANIARASHI」を開業した。

## 交友関係
- 仁科仁美
1歳上だが、ブログにも数多く登場する程仲が良く、あっ!とおどろく放送局で冠番組『加織と仁美のNowな事情!!』（2011年10月 - 12月）を共に担当していた[7]。
- 手島優
3歳上で所属事務所は異なるが、10代の頃から交流を深めており[8]、手島曰く「家族のような人」だという[9]。
- 川村ひかる
6歳上だが、姉妹のように仲が良い[10]。

## 作品

### DVD
- IDOL PROMO 高木加織（2003年11月、つくばテレビ）
- クラブテリア（2004年4月）
- 天使のココア（2004年4月）
- infinity（2004年4月、フォーサイド・ドット・コム）
- Baby Style2（2004年6月、エクスドリームエンタテイメント）
- Adult 19（2004年10月、ぶんか社）
- JAMMIN'（2005年1月、アルゴノーツ）
- WILD FRUIT（2005年8月、スリーコード）

### 写真集
- CANDY (girls file)（2001年6月、桜桃書房、撮影：河野英喜）ISBN 978-4756724830
- ラブ・アディクション（サブラDVDムック sabra HardEdge Girls 2）（2004年6月、小学館）ISBN 978-4091030429・・・共演：川原洋子、福山安奈
- ラブ・メガトン・ボックス（ネット写真集LOVE MEGATON BOX）（小学館）
- 裸美凛珠 ラビリンス（2004年10月29日、ぶんか社、撮影：斉木弘吉）ISBN 978-4821126378

### Vシネマ
- 工業哀歌バレーボーイズ（2006年）

### テレビ
- 女子アナ水着ニュース（MONDO21）